# جوسو (إيباراكي)
جوسو (باليابانية: 常総市 جوسو-شي) هي مدينة تقع في محافظة إيباراكي، اليابان. تأسست المدينة في 10 يوليو 1954.

## أعلام
- تادايوكي أوكادا
- كازوهيكو هوسوكاوا

## وصلات خارجية
- موقع بلدية جوسو